# Rüstzug
Der Rüstzug (auch: Rettungszug) ist ein Zug der Feuerwehr. Seine primäre Aufgabe besteht in der technischen Hilfeleistung, bei Verkehrsunfällen mit eingeklemmten Personen oftmals durch einen mitgeführten hydraulischen Rettungssatz. Idealtypisch wird der Rüstzug von einem Einsatzleitwagen, der den Zugtrupp transportiert, angeführt.
Eine Gruppe wird mit einem Löschgruppenfahrzeug befördert, während ein weiterer Trupp das Gerät auf einem Rüstwagen transportiert. Oft wird dieser Zug noch von einem Tanklöschfahrzeug als Pufferfahrzeug sowie zur Sicherstellung des Brandschutzes ergänzt.
Viele Feuerwehren haben jedoch noch weitere Feuerwehrfahrzeuge (zum Beispiel Gerätewagen) beschafft, die bei einem Verkehrsunfall mit ausrücken.
Insbesondere in Großstädten werden anstelle des Rüstwagens auch Hilfeleistungslöschgruppenfahrzeuge eingesetzt, und die kostspieligen Rüstwagen nur für Einsätze vorgehalten, zu deren Bewältigung das auf dem Hilfeleistungslöschgruppenfahrzeug vorhandene Material nicht ausreicht.
In einigen Großstädten gehört zum Rüstzug ein Feuerwehrkran. Für diesen wird benötigte Zusatzausstattung oft auf einem Abrollbehälter eines Wechselladerfahrzeugs mitgeführt.